# 25 juin en sport
25 mai 25 juillet
Chronologies thématiques
- Croisades
- Ferroviaires
- Disney

Le 25 juin (176e jour de l'année ou 177e en cas d'année bissextile) en sport.

## Événements

### XIXesiècle
- 1898 :
  - (Compétition automobile) : Bruxelles-Spa remporté par Pierre de Crawhez.

### XXesièclede1901à1950
- 1922 :
  - (Cyclisme) : départ du Tour de France 1922.
- 1933 :
  - (Football) : l'Athletic Bilbao remporte la Coupe d'Espagne en s'impopsant 2-1 face au Real Madrid.
- 1939 :
  - (Compétition automobile) : victoire d'Hermann Lang sur Mercedes au Grand Prix automobile de Belgique.
- 1947 :
  - (Cyclisme) : départ du Tour de France 1947.
- 1949 :
  - (Compétition automobile) : départ de la dix-septième édition des 24 Heures du Mans.
- 1950 :
  - (Compétition automobile) : victoire de Louis Rosier et Jean-Louis Rosier aux 24 Heures du Mans.

### XXesièclede1951à2000
- 1952 :
  - (Cyclisme) : départ du Tour de France 1952.
- 1959 :
  - (Cyclisme) : départ du Tour de France 1959.
- 1960
  - (Athlétisme) : à Bakersfield, l'Américain John Thomas améliore son record du monde du saut en hauteur en s'élevant à 2,18 m.
  - (Compétition automobile) : départ de la vingt-huitième édition des 24 Heures du Mans.
- 1961 :
  - (Cyclisme) : départ du Tour de France 1961.
- 1964 :
  - (Football) : la Real Saragosse remporte la Coupe UEFA face à Valence CF (2-1) au Nou Camp de Barcelone.
- 1978 :
  - (Football) : à Buenos Aires, l'Argentine remporte sa première Coupe du monde en s'imposant 3-1 en finale  face aux Pays-Bas.
- 1981 :
  - (Cyclisme) : départ du Tour de France 1981.
- 1986 :
  - (Football) : demi-finales de la Coupe du monde de football de 1986. L'Allemagne s'impose 2-0 face à la France tandis que l'Argentine signe le même score face à la Belgique.
- 1988
  - (Football) : en finale du Championnat d'Europe de football 1988, les Pays-Bas s'imposent 2-0 contre l'URSS.
  - (Rugby à XIII) : La Fédération Française de Jeu à XIII reprend officiellement son nom original de Fédération de Rugby à XIII.
- 1989 :
  - (Basket-ball) : en finale du Championnat d'Europe de basket-ball 1989, la Yougoslavie s'impose 98-77 face à la Grèce.
- 1995 :
  - (Athlétisme) : Coupe d'Europe des nations d'athlétisme 1995. L’Allemagne remporte le titre chez les hommes ; la Russie s'impose chez les femmes.
- 1997 :
  - (Basket-ball) : le Français Olivier Saint-Jean/Tariq Abdul-Wahad est drafté par les Sacramento Kings en 11e position.
- 1999 :
  - (Basket-ball) : les San Antonio Spurs remportent le championnat NBA. Ils battent en finale les New York Knicks par 4 victoires pour 1 défaite.

### XXIesiècle
- 2005 :
  - (Boxe anglaise) : le Français Mahyar Monshipour remporte le championnat du monde super-coqs WBA pour la 6e fois en vingt-quatre mois, au Futuroscope près de Poitiers, face au Mexicain Julio Zarate.
- 2006 :
  - (Formule 1) : Grand Prix automobile du Canada.
  - (Natation) : le nageur allemand Helge Meeuw bat le record d'Europe du 100 m dos à Berlin, en 53 s 46.
  - (Rugby à XV) : championnat du monde de rugby des moins de 21 ans : l'équipe de France remporte le titre mondial en s'imposant en finale 24-13 face à l'Afrique du Sud.
- 2007 :
  - (Tennis) : début du Tournoi de Wimbledon.
- 2012 :
  - (Tennis) : début du Tournoi de Wimbledon.
- 2015 :
  - (Sport nautique /Voile) : 
    - le navigateur franco-suisse Laurent Bourgnon, deux fois vainqueur de la Route du Rhum, est porté disparu après une plongée sous-marine aux Tuamotu, en Polynésie française[1].
    - le Breton Yann Eliès remporte pour la troisième fois la Solitaire du Figaro après le déclassement de Xavier Macaire pénalisé par le jury de 60 minutes pour avoir navigué dans une zone interdite.
- 2016 :
  - (Cyclisme sur route /Championnats de France) : aux Championnats de France qui se disputent à Vesoul en Haute-Saône, sur la course en ligne - élites féminine, victoire de Edwige Pitel qui remporte son 2e titre à 49 ans, neuf ans après le premier, en s'imposant en solitaire.
  - (Escrime /Championnats d'Europe) : en finale de épée féminine par équipes, victoire des Estoniennes Julia Beljajeva, Irina Embrich, Erika Kirpu et Kristina Kuusk puis en finale du sabre masculin par équipes, victoire des Russes Dmitriy Danilenko, Kamil Ibragimov, Nikolay Kovalev et Aleksey Yakimenko.
- 2017 :
  - (Basket-ball /Euro féminin) : à Prague, en République tchèque, les Bleues ont été battues en finale de l'Euro par les Espagnoles (71-55). Après 2013 et 2015, il s'agit de la 3e finale continentale consécutive perdue par les Françaises.
  - (Compétition automobile /Formule1) : sur le Circuit urbain de Bakou, au Grand Prix automobile d'Azerbaïdjan, victoire, au terme d’une course très mouvementée dans les rues de Bakou de l'Australien Daniel Ricciardo devant le Finlandais Valtteri Bottas et le Canadien Lance Stroll complète le podium.
  - (Cyclisme sur route /Championnats de France) : à Saint-Omer, Arnaud Démare (FDJ) remporte la course en ligne des Championnats de France de cyclisme sur route au terme des 248 km de course. Il a devancé de quelques mètres Nacer Bouhanni (Cofidis) et Jérémy Leveau (Roubaix-Lille Métropole). Le Beauvaisien remporte son 2e titre national après 2014.
- 2020 :
  - (Football /Premier League) : Liverpool remporte la Premier League pour la première fois depuis 1990[2].
- 2021 :
  - (Rugby à XV /Championnat de France de rugby à XV) : le Stade toulousain remporte son 21e Bouclier de Brennus en battant le Stade rochelais 18-8 en finale du Top 14.

## Naissances

### XIXesiècle
- 1871 :
  - Gratien Michaux, ingénieur et pilote de course automobile français. († 16 août 1943).
- 1889 :
  - Joe Smith, footballeur puis entraîneur anglais. (5 sélections en équipe nationale).  († 11 août 1971).

### XXesièclede1901à1950
- 1912 :
  - Carvalho Leite, footballeur brésilien.  (25 sélections en équipe nationale). († 19 juillet 2004).
- 1917 : 
  - Nils Karlsson, skieur de fond suédois. Champion olympique du 50 km aux Jeux de Saint-Moritz 1948. († 16 juin 2012).
- 1927 :
  - Antal Róka, athlète de marches hongrois. Médaillé de bronze du 50km aux Jeux d'Helsinki 1952. († 16 septembre 1970).
- 1931 : 
  - Jean-Paul Beugnot, basketteur puis dirigeant sportif français. (98 sélections en équipe de France). († 7 février 2001).
- 1932 : 
  - Tim Parnell, pilote de F1 britannique. († 5 avril 2017).
- 1933 : 
  - George Preas, joueur de foot U.S. américain. († 24 février 2007).
- 1935 : 
  - Tony Lanfranchi, pilote de course automobile d'endurance britannique. († 7 octobre 2004).
- 1942 :
  - Willis Reed, joueur de basket-ball américain. († 21 mars 2023).
- 1944 : 
  - Ken Hodge, hockeyeur sur glace anglais.
- 1946 :
  - Ulrik Le Fèvre, Footballeur danois. († 24 février 2024).
- 1948 : 
  - Manuel Bento, footballeur portugais.  (63 sélections en équipe nationale). († 1er mars 2007).
- 1949 : 
  - Patrick Tambay, pilote de course automobile français. (2 victoires en Grand Prix). († 4 décembre 2022).

### XXesièclede1951à2000
- 1951 :
  - Emmanuel Sanon, footballeur puis entraîneur haïtien. (100 sélections en équipe nationale). († 21 février 2008).
- 1954 :
  - Mario Lessard, hockeyeur sur glace canadien.
- 1957 :
  - Ferdinand de Lesseps, pilote de course automobile d'endurance et photographe français.
- 1959 :
  - Marc Guillemot, navigateur français.
- 1960 :
  - Brian Hayward, hockeyeur sur glace canadien.
  - Svetlana Kitova, athlète de demi-fond soviétique puis russe.
  - Laetitia Meignan, judoka française, médaillée de bronze aux Jeux olympiques d'été de 1992, médaillée de bronze aux championnats du monde en 1986 et 1991.
- 1963 :
  - Doug Gilmour, hockeyeur sur glace canadien.
  - Thierry Marie, cycliste sur route français. Vainqueur du Tour des Pays-Bas 1988.
- 1964 :
  - Dell Curry, basketteur américain.
  - Johnny Herbert, pilote de F1 et d’endurance britannique. (3 victoires en Grand Prix). Vainqueur des 24 Heures du Mans 1991.
  - Ernst Vettori, sauteur à ski autrichien. Champion olympique du petit tremplin et médaillé d'argent par équipes aux Jeux d'Albertville 1992. Champion du monde de saut à ski par équipes 1991.
- 1966 :
  - Dikembe Mutombo, basketteur congolais. († 27 septembre 2024).
- 1969 :
  - Duane Cooper, basketteur américain.
- 1970 :
  - Émile Ntamack, joueur de rugby puis entraîneur français. Vainqueur du Grand Chelem 1997, des Coupe d'Europe de rugby à XV 1996 et 2003. (46 sélections en équipe de France). Entraîneur de l'équipe de France de 2007 à 2011 victorieuse du Grand Chelem 2010.
- 1971 :
  - Alain Duclos, pilote de moto franco-malien.
- 1972 :
  - Carlos Delgado, joueur de baseball portoricain.
- 1973 :
  - René Corbet, hockeyeur sur glace canadien.
- 1974 :
  - Glen Metropolit, hockeyeur sur glace canadien.
- 1975 :
  - Albert Costa, joueur de tennis espagnol. Médaillé de bronze en double aux Jeux de Sydney 2000. Vainqueur de Roland Garros 2002 et de la Coupe Davis 2000.
  - Philippe Delaye, footballeur français.
- 1978 :
  - Aramis Ramírez, joueur de baseball dominicain.
- 1979 :
  - Sébastien Joly, cycliste sur route puis directeur sportif français.
- 1980 :
  - Sébastien Caron, hockeyeur sur glace canadien.
  - Sarah Daninthe, épéiste française. Médaillée de bronze par équipe aux Jeux d'Athènes 2004. Championne du monde d'escrime à l'épée par équipes 2005 et 2008.
- 1981 :
  - Simon Ammann, sauteur à ski suisse. Champion olympique du petit et du grand tremplin aux Jeux de Salt Lake City 2002 puis aux Jeux de Vancouver 2010. Champion du monde de saut à ski en grand tremplin 2007. Champion du monde de vol à ski 2010.
  - Yohann Gène, cycliste sur route français.
- 1982 :
  - William Bonnet, cycliste sur route français.
  - Mikhail Youzhny, joueur de tennis russe. Vainqueur des Coupe Davis 2002 et 2006.
- 1983 :
  - Marc Janko, footballeur autrichien. (56 sélections en équipe nationale).
  - Nina Kanto, handballeuse française. Médaillée d'argent au Mondial de handball féminin 2011. Médaillée de bronze à l'Euro de handball féminin 2006. (198 sélections en équipe de France)
- 1984 :
  - Angélique Spincer, handballeuse française. Médaillée d'argent au Mondial de handball féminin 2011. Médaillée de bronze à l'Euro de handball féminin 2006. (69 sélections en équipe de France).
- 1985 :
  - Scott Brown, footballeur écossais. (47 sélections en équipe nationale).
  - Sławomir Kuczko, nageur polonais. Champion d'Europe de natation du 200m brasse 2006.
- 1986 :
  - Rory Kockott, joueur de rugby franco-sud-africain. (11 sélections en équipe de France).
  - Tasmin Mitchell, basketteur américain.
- 1987 :
  - Maurice Acker, basketteur américain.
  - Sandrine Gruda, basketteuse française. Médaillée d'argent aux Jeux de Londres. Championne d'Europe de basket-ball 2009, médaillée de bronze à l'Euro de basket-ball féminin 2011 puis médaillée d'argent à l'Euro de basket-ball féminin 2013 et 2015. Victorieuse des Euroligue féminine 2013 et 2016. (142 sélections en équipe de France).
- 1988 :
  - Therese Johaug, fondeuse norvégienne. Championne olympique du relais 4×5km aux Jeux de Vancouver 2010 puis médaillée d'argent du 30km départ en ligne et de bronze du 10km classique aux Jeux de Sotchi 2014. Championne du monde de ski nordique du relais 4 × 5 km et du 30km en ski de fond 2011, du relais 4 × 5 km et du 10km 2013, du relais 4 × 5 km, du 15 km skiathlon et du 30 km départ en ligne 2015, du 10km, du 15 km skiathlon et du 30 km départ en ligne 2019 puis du relais 4 × 5 km, du 10km, du 15 km skiathlon et du 30 km départ en ligne 2021.
  - Julien Mertine, fleurettiste français. Champion d'Europe d'escrime du fleuret par équipes 2014 et 2015.
- 1989 :
  - Jack Cork, footballeur anglais. (1 sélection en équipe nationale).
  - Tanguy Le Turquais, navigateur et skipper français.
- 1990 :
  - Sarah Ogoke, basketteuse nigériane.
  - Artem Pustovyi, basketteur ukrainien. (3 sélections en équipe nationale).
- 1991 :
  - Jack Lisowski, joueur de snooker anglais.
  - Victor Wanyama, footballeur kényan. (49 sélections en équipe nationale).
  - Simone Zaza, footballeur italien.
- 1992 :
  - Romel Quiñoñez, footballeur bolivien. (12 sélections en équipe nationale).
- 1993 :
  - Amaury Capiot, cycliste sur route belge.
  - Romel Quiñoñez, footballeur qatarien. (10 sélections en équipe nationale).
  - Hugues Fabrice Zango, athlète burkinabé.
- 1994 : 
  - Joel Sclavi,  joueur de rugby à XV argentin. Vainqueur des Coupes d'Europe 2022 et 2023. (13 sélections en équipe nationale).
- 1995 :
  - Rolands Šmits, basketteur letton.
- 1997 :
  - Vincent Giudicelli, joueur de rugby à XV français.
  - Bassem Srarfi, footballeur tunisien. (5 sélections en équipe nationale).
- 1998 :
  - Desmond Bane, basketteur américain.
  - Kyle Chalmers, nageur australien. Champion olympique du 100m nage libre et médaillé de bronze du relais 4×100m nage libre aux Jeux de Rio 2016.
  - Mikhaïl Sergatchiov, hockeyeur sur glace russe.
- 1999 :
  - Collin Gillespie, basketteur américain.
  - Morten Hjulmand, footballeur danois.
  - Abdülkadir Ömür, footballeur turc. (9 sélections en équipe nationale).

### XXIesiècle
- 2001 :
  - Jacob Christensen, footballeur danois.
- 2002 :
  - Ajay Mitchell, basketteur belgo-américain.
- 2003 :
  - Frederik Ihler, footballeur danois.
- 2005 :
  - Ayman Aiki, footballeur français. Champion d'Europe de football des moins de 17 ans.

## Décès

### XXesièclede1901à1950
- 1932 :
  - Howard Valentine, 50 ans, athlète de demi-fond et de fond américain. Champion olympique du 4 miles par équipes et médaillé d'argent du 800m aux jeux de saint-Louis 1904. (° 14 décembre 1881).
- 1938 :
  - Bumpus Jones, 68 ans, joueur de baseball américain. (° 1er janvier 1870).

### XXesièclede1951à2000
- 1954 :
  - Alfred Chalk, 79 ans, footballeur anglais. Champion olympique aux Jeux de Paris 1900. (° 27 novembre 1874).
- 1960 :
  - Charles Buchan, 68 ans, footballeur anglais. (6 sélections en équipe nationale). (° 22 septembre 1891).
- 1992 : 
  - Jerome Brown, 27 ans, joueur de baseball américain. (° 4 février 1965).
  - Larry Cahan, 58 ans, hockeyeur sur glace canadien. (° 25 avril 1933).
- 1999 : 
  - Tommy Ivan, 88 ans, entraîneur de hockey sur glace puis dirigeant sportif canadien. (° 31 janvier 1911).